# Station Joinville-le-Pont
Station Joinville-le-Pont is een spoorwegstation gelegen in de Franse gemeente Joinville-le-Pont en het departement van Val-de-Marne

## Geschiedenis
Het station is geopend in 1859. Op 14 december 1969 werd het pas onderdeel van RER

## Het station
Het station is onderdeel van het RER-netwerk (Lijn A) en is eigendom van het Parijse vervoersbedrijf RATP. Voor Passe Navigo gebruikers ligt het station in zone 3 en het ligt aan RER-tak A2 tussen Val de Fontenay en Boissy-Saint-Léger

## Overstapmogelijkheid
Er is een overstap mogelijk tussen RER en een aantal buslijnen
- RATP
  - zeven buslijnen

- Noctilien
  - één buslijn

## Vorig en volgend station
| Richting                 | Vorig station    | Lijn  | Volgend station      | Richting              |
| ------------------------ | ---------------- | ----- | -------------------- | --------------------- |
| Saint-Germain-en-Laye A1 | Nogent-sur-Marne | RER A | Saint-Maur - Créteil | Boissy-Saint-Léger A2 |